# James Gay-Rees
James Gay-Rees é um produtor de cinema britânico. Venceu o Oscar de melhor documentário de longa-metragem na edição de 2016 pela realização da obra Amy, ao lado de Asif Kapadia.

## Filmografia
- Exit Through the Gift Shop (2010)
- Senna (2010)
- McCullin (2012)
- The Wedding Video (2012)
- The Quiet Ones (2014)
- All This Mayhem (2014)
- Palio (2015)
- Amy (2015)
- Ronaldo (2015)
- Oasis: Supersonic (2016)